# Cayetano Utrera Ravassa
Cayetano Utrera Ravassa (Málaga, 17 de diciembre de 1938 - Málaga, 17 de agosto de 2012) fue un político español, alcalde de Málaga durante la dictadura franquista. Notario, registrador de la propiedad y Hermano Mayor de la Congregación de Mena, fue alcalde de Málaga desde 1970 hasta 1977, primero por el Movimiento Nacional y después con el partido Unión de Centro Democrático (UCD).